# Saint-Jean-d'Aulps
Saint-Jean-d'Aulps là một xã trong tỉnh Haute-Savoie thuộc vùng Auvergne-Rhône-Alpes đông nam Pháp.